# Западная Малайзия
Западная Малайзия (малайск. Semenanjung Malaysia) — неофициальное название основной части Федерации Малайзии, расположенной на юге полуострова Малакка и прилегающих островах. Принято также название Полуостровная Малайзия (малайск. Semenanjung Malaysia). В административном отношении на территории Западной Малайзии расположены одиннадцать штатов и две федеральных территории (столица Куала-Лумпур и административный центр Путраджая).
Западная Малайзия граничит на севере с Таиландом и частично с Индонезией по Малаккскому проливу несколько десятков километров на западе, а на юге двумя мостами соединена с Сингапуром.

## География

физическая карта Западной Малайзии

Территория Западной Малайзия преимущественно невысокая, холмистая или низкогорная с экваториальным климатом и дождевыми тропическими лесами. Береговая линия изрезана слабо, крупных заливов нет. Берега почти на всём своём протяжении низкие. Прибрежных островов немного; наиболее крупные из них — Пинанг, Лангкави и Тиоман.
Широкую северную часть Западной Малайзии пересекают с северо-запада на юго-восток параллельные складчато-глыбовые хребты (наиболее высокие вершины — Тахан (2190 м) и Корбу (2182 м)), между которыми залегают продольные долины. Основную массу горных пород, слагающих поверхность Западной Малайзии, составляют граниты, кварциты, известняки и глинистые сланцы. Вдоль берегов простираются низменности, расширяющиеся к северу и югу. Главным богатством недр являются месторождения олова, по запасам которого страна занимает второе место в мире после Таиланда, а по добыче до недавнего времени занимала первое место.
Климат Западной Малайзии жаркий и влажный. Средняя температура января +25 °C, а июля +27 ºС. Колебания температур в течение суток могут варьироваться от +20 °C до +35 ºС. Среднегодовое количество осадков составляет от 3000-4000 мм на равнинах до 6500 мм в горах. Осадки выпадают главным образом в виде сильных ливней. Максимум их приходится на октябрь-январь, наименее влажные месяцы — июль и февраль.
Реки Западной Малайзии, образующие густую сеть, полноводны в течение всего года. Вследствие ливневого характера осадков уровень их подвержен значительным колебаниям, что нередко приводит к катастрофическим наводнениям. При впадении в море реки обычно перегорожены песчаными барами, затрудняющими судоходство. Самые длинные реки: Паханг (320 км) и Перак (270 км).
Наиболее распространёнными почвами являются зональные для данной территории краснозёмы и латеритные, в верхнем поясе гор — бурые лесные и скелетные почвы, на низменностях и в долинах — аллювиальные почвы.
Большая часть Западной Малайзии покрыта густым вечнозелёным тропическим лесом, в котором преобладают деревья семейства диптерокарповых. Много видов пальм (кокосовая, масличная, сахарная, ротанговая, кариота); широко распространены панданусы, бамбуки, дикие бананы и древовидные папоротники. Наиболее ценной древесиной обладают ченгал, балау, капур. Выше 1500 м в лесах появляются вечнозелёные субтопические деревья, а выше 2000 м преобладают растения умеренных широт. В затопляемой береговой полосе развиты мангровые заросли с ризофорой и авиценнией, а в солоноватой воде устьев рек — заросли низкой широколистной пальмы нипы.
Животный мир принадлежит к Индо-Малайской зоогеографической области. Из млекопитающих наиболее характерны макаки, гиббоны, тупайи, малайский медведь, тигр, чепрачный тапир, леопард.

## Население

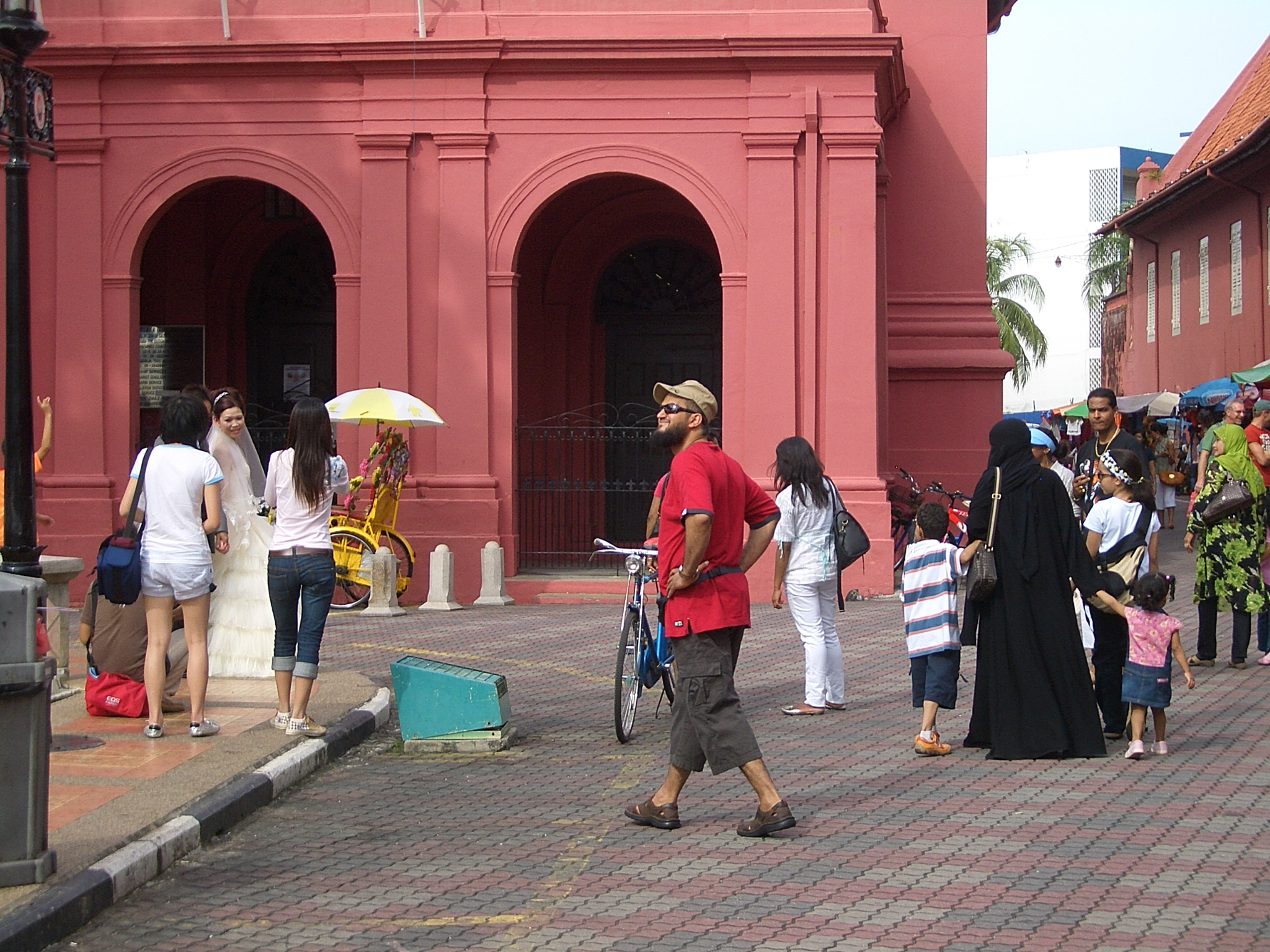
Представителей многочисленных национальностей можно встретить на улицах Малакки

В Западной Малайзии, занимающей 39 % площади страны, проживает почти 80 % населения Малайзии, поэтому плотность населения здесь почти в 5,5 раз выше, чем в Восточной Малайзии. В национальном составе преобладают малайцы, составляющие 58 % населения и проживающие в основном в сельской местности, за ними следуют китайцы (24 %), составляющие большинство населения городов, около 8 % населения составляют выходцы из Индии и 10 % — другие этносы. Подавляющее большинство жителей Западной Малайзии проживает на равнинной прибрежной полосе в западной части полуострова, а покрытые густыми лесами внутренние горные районы слабо освоены малайзийцами.

## Административное деление

Административное деление Западной Малайзии

| №  | Наименование    | Статус                 | Глава субъекта      | Административный центр | Площадь, км² | Население, чел. (2010) | Плотность, чел./км² |
| -- | --------------- | ---------------------- | ------------------- | ---------------------- | ------------ | ---------------------- | ------------------- |
| 1  | Джохор          | Штат                   | Султан              | Джохор-Бахру           | 18 987       | 3 348 283              | 176,36              |
| 2  | Кедах           | Штат                   | Султан              | Алор-Сетар             | 9 425        | 1 947 651              | 206,65              |
| 3  | Келантан        | Штат                   | Султан              | Кота-Бару              | 15 024       | 1 539 601              | 102,48              |
| 4  | Малакка         | Штат                   | Губернатор          | Малакка                | 1 652        | 821 110                | 497,04              |
| 5  | Негери-Сембелан | Штат                   | Янг дипертуан бесар | Серембан               | 6 644        | 1 021 064              | 153,68              |
| 6  | Паханг          | Штат                   | Султан              | Куантан                | 35 965       | 1 500 817              | 41,73               |
| 7  | Перак           | Штат                   | Султан              | Ипох                   | 21 005       | 2 352 743              | 112,01              |
| 8  | Перлис          | Штат                   | Раджа               | Кангар                 | 795          | 231 541                | 291,25              |
| 9  | Пулау-Пинанг    | Штат                   | Губернатор          | Джорджтаун             | 1 031        | 1 561 383              | 1514,44             |
| 10 | Селангор        | Штат                   | Султан              | Шах-Алам               | 7 960        | 5 462 141              | 686,20              |
| 11 | Тренгану        | Штат                   | Султан              | Куала-Тренгану         | 12 955       | 1 035 977              | 79,97               |
| 12 | Путраджая       | Федеральная территория | Президент           |                        | 46           | 72 413                 | 1574,20             |
| 13 | Куала-Лумпур    | Федеральная территория | Датук бандар        |                        | 243          | 1 674 621              | 6891,44             |
|    | Всего           |                        |                     |                        | 131 732      | 22 569 345             | 171,33              |